# Рудольф Маттей
Рудольф Маттей (нім. Rudolf Matthaei; 10 листопада 1895, Гільдесгайм — 17 квітня 1918) — німецький льотчик-ас, лейтенант Прусської армії (23 квітня 1915).

## Біографія
Вступив на військову службу 13 лютого 1914 року як офіцер-кадет у саксонський польовий артилерійський полк №46. З початком Першої світової війни бився на Західному фронті. Потім його полк був передислокований на Східний фронт, де через велику втрату піхотних офіцерів Маттей був переведений в піхотний полк №79 і повернувся до Франції у вересні 1915 року.
На початку наступного року він приступив до підготовки до пілота, а 12 жовтня 1916 року був призначений у 9-ту бойову ескадрилью. Бажаючи стати пілотом винищувача, Маттей пройшов підготовку у Валансьєнні в січні-лютому 1917 року, після чого наприкінці лютого його зарахували в 21-шу винищувальну ескадрилью. В червні 1917 року Маттей був переведений в 5-ту винищувальну ескадрилью і в серпні тимчасово виконував обов'язки командира.
17 грудня 1917 року призначений командиром 46-ї винищувальної ескадрильї, але рівно через 4 місяці, 17 квітня 1918 року, він загинув. Під час польоту над своїм аеродромом його Pfalz D.III зірвався у штопор, розбився та спалахнув. Тяжко постраждалого льотчика витягли з-під уламків, але він помер тієї ж ночі і був похований у травні в своєму рідному місті.
Всього за час бойових дій здобув 10 перемог, з них 2 аеростати, ще 1 перемога залишилась непідтвердженою

## Нагороди
- Залізний хрест 2-го і 1-го класу — за заслуги під час служби в піхоті.
- Хрест «За військові заслуги» (Брауншвейг) 2-го класу — за заслуги під час служби в піхоті.
- Нагрудний знак військового пілота (Пруссія)